# Куліч Валерій Петрович
Кулі́ч Вале́рій Петро́вич (нар. 28 серпня 1973, с. Жовтневе, Коропський район, Чернігівська область) — український бізнесмен, політик, член Блоку Петра Порошенка «Солідарність», голова Чернігівської обласної державної адміністрації (у 2015—2018 роках).

## Освіта
З 1991 по 1993 рік навчався в Чернігівському вищому військовому авіаційному училищі льотчиків.
В 1997 році закінчив Чернігівський державний інститут економіки і управління за спеціальністю «Менеджмент у виробничій сфері».
В 2019 році закінчив Національну академію державного управління при президентові України  за спеціальністю «Публічне управління та адміністрування»

## Трудова діяльність
3 1993 року — віце-президент страхової компанії «Лев».
З 1995 по 1999 — начальник відділу ЗАТ «Страхове товариство „Гарантія“», м. Чернігів.
З 1999 по 2002 — директор агропромислового департаменту ЗАТ «Агроенергопостач», м. Чернігів.
3 2002 року по 2014 — генеральний директор ТОВ «Форсаж».
З 2021 року - голова наглядової ради ТОВ «Форсаж» та СТОВ «Інтер»

## Політична кар'єра
З грудня 2012 по 2014 рік — депутат Чернігівської обласної ради, член постійної комісії обласної ради з питань законності, правопорядку, регламенту і депутатської етики. На громадських засадах виконує обов'язки президента федерації гімнастики Чернігівської області.
З листопада 2014 по травень 2015 року — народний депутат України VIII скликання. Член парламентського комітету з питань паливно-енергетичного комплексу, ядерної політики та ядерної безпеки.
З 31 березня 2015 до 30 липня 2018 року — голова Чернігівської обласної державної адміністрації. З серпня 2015 — голова Чернігівського обласного осередку Національного олімпійського комітету.

## Сім'я
Одружений. Має чотирьох доньок.

## Доходи
За рівнем доходів (28 млн грн) Валерій Куліч посів у 2015 році перше місце серед голів ОДА України.